# Arrheniusflat
De Arrheniusflat is een woontoren in de wijk Ommoord in de Nederlandse gemeente Rotterdam. De flat is vernoemd naar de Zweedse natuurkundige Svante Arrhenius.

## Ontwerp en bouw
De flat is ontworpen door J. Nust, die dit ontwerp ook gebruikte voor de bouw van de Joliot-, Soderblom- en Dawesflats. In 1971 werd met de bouw van de Arrheniusflat begonnen en de toren werd in 1972 voltooid. Bij oplevering telde het gebouw 20 verdiepingen. Vanwege zijn hoogte van 62 meter, valt de toren van ver af al op.